# Lola Bravo
María Dolores Bravo Canales (21 de diciembre de 1918 - Oaxaca 10 de mayo de 2004) fue una directora teatral, actriz y dramaturga mexicana. Fue alumna del director japonés Seki Sano y fundadora de varios grupos y compañías teatrales en Ciudad de México y varios estados de la República.

## Formación
Fue la hija mayor del matrimonio Bravo-Canales, su hermana menor fue la famosa bailarina Guillermina Bravo. Lola estudió la carrera de ingeniería química al terminar sus estudios trabajó con la compañía Sherwing Williams fue enviada a la ciudad de Monterrey; como una actividad alterna a su trabajo, después de sus labores se inscribió en un taller de teatro abandonó la ingeniería química, para dedicarse al arte teatral. 
De regreso a la ciudad México estudia teatro con Seki Sano, su hermana Guillermina quien trabajaba con la bailarina y coreógrafa Waldeen, la contacta con él y se integra al grupo de alumnos del director japonés entre los años 1944-1945 .
De Seki Sano aprendió que “El director es el artista más importante en este siglo (XX), la puesta en escena es su trabajo creativo. Él es responsable de todo lo que sucede arriba en el escenario”.
De esta aseveración se puede colegir la convicción de Seki Sano con relación al trabajo del director escénico, que difundía a sus alumnos. Es decir, él al haber transitado por las enseñanzas de Meyerhold había asumido que el papel del director era el demiurgo de la escena, de él dependía el constructo observado por los asistentes. Convicción correspondiente a un pensamiento moderno y a una estética realista.

## Trayectoria profesional
Como actriz profesional debuta con Luz Alba y Jerbert Darien en 1946 en el Grupo Teatro de Arte Moderno,  en la pieza Cumbres borrascosas de Emily Bronte, con ellos trabaja hasta 1955, aunque desde 1954, ella se inicia también en la dirección escénica. Su hija Estela Serret dice que para subsistir y seguir haciendo teatro trabajaba en una industria química.
En los años cincuenta con su esposo Guillermo Serret, fundan el teatro Del Globo y montan Hoy invita la güera de Federico S. Inclán; pero resulta un fracaso económico, quedan endeudados, Serret es demandado y con ayuda de Celestino Gorostiza, envía a Serret como delegado del INBA a Monterrey. Ahí Lola Bravo funda la escuela de teatro de Monterrey.
Años después, también dio clases en la Escuela de Teatro del INBA y formó distintos grupo teatrales como la Compañía de Teatro del IPN que dirigió por 28 años y la Compañía de Teatro Popular del INBA.
En la década de los ochenta se radicó en la ciudad de Oaxaca, done realizó diversos proyectos, entre ellos dirigir a la compañía estatal de teatro del estado. En homenaje a su memoria una compañía de esa ciudad lleva su nombre.

## Reconocimientos
A lo largo de su trayectoria artística recibió varios reconocimientos y distinciones: en 1960 le fue otorgado el Premio Xavier Vullaurrutia a la mejor dirección experimental por su labor en La cita de Jean Anouilh, en 1984, un reconocimiento por su labor teatral en Monterrey y en 1995 recibió el galardón de la Universidad de Nuevo león como fundadora de la Escuela de teatro.